# Grandes Maratones
Las Grandes Maratones (en inglés, World Marathon Majors) es una competición internacional de atletismo creada en 2006 que agrupa las seis más importantes maratones anuales del mundo —Boston, Londres, Berlín, Chicago, Nueva York y Tokio (desde 2013)—, además de las del Mundial de Atletismo y la de los Juegos Olímpicos, que se disputan cada dos y cuatro años, respectivamente.
A finales de 2024 se anunció que la maratón de Sídney entraría en el circuito a partir de su edición de 2025.

## Calendario
| Ciudad                | País           | Fecha                 |
| --------------------- | -------------- | --------------------- |
| Maratón de Tokio      | Japón          | finales de febrero    |
| Maratón de Boston     | Estados Unidos | mediados de abril     |
| Maratón de Londres    | Reino Unido    | finales de abril      |
| Maratón de Sídney     | Australia      | finales de agosto     |
| Maratón de Berlín     | Alemania       | finales de septiembre |
| Maratón de Chicago    | Estados Unidos | inicios de octubre    |
| Maratón de Nueva York | Estados Unidos | inicios de noviembre  |

## Campeones

### Hombres
| Año  | Tokio                  | Boston                            | Londres                 | Sídney | Berlín                            | Chicago                           | Nueva York                        | CM JJ. OO.                          |
| ---- | ---------------------- | --------------------------------- | ----------------------- | ------ | --------------------------------- | --------------------------------- | --------------------------------- | ----------------------------------- |
| 2006 | —                      | Robert Cheruiyot (1/5)            | Felix Limo              | —      | Haile Gebrselassie (1/4)          | Robert Cheruiyot (2/5)            | Marilson Gomes dos Santos (1/2)   | —                                   |
| 2007 | —                      | Robert Cheruiyot (3/5)            | Martin Lel (1/3)        | —      | Haile Gebrselassie (2/4)          | Patrick Ivuti                     | Martin Lel (2/3)                  | Luke Kibet                          |
| 2008 | —                      | Robert Cheruiyot (4/5)            | Martin Lel (3/3)        | —      | Haile Gebrselassie (3/4)          | Evans Cheruiyot                   | Marilson Gomes dos Santos (2/2)   | Samuel Wanjiru (1/4)                |
| 2009 | —                      | Deriba Merga                      | Samuel Wanjiru (2/4)    | —      | Haile Gebrselassie (4/4)          | Samuel Wanjiru (3/4)              | Meb Keflezighi (1/2)              | Abel Kirui (1/2)                    |
| 2010 | —                      | Robert Cheruiyot (5/5)            | Tsegaye Kebede (1/3)    | —      | Patrick Musyoki (1/2)             | Samuel Wanjiru (4/4)              | Gebregziabher Gebremariam         | —                                   |
| 2011 | —                      | Geoffrey Mutai (1/4)              | Emmanuel Mutai          | —      | Patrick Musyoki (2/2)             | Moses Mosop                       | Geoffrey Mutai (2/4)              | Abel Kirui (2/2)                    |
| 2012 | —                      | Wesley Korir                      | Wilson Kipsang (1/5)    | —      | Geoffrey Mutai (3/4)              | Tsegaye Kebede (2/3)              | Cancelada por el Huracán Sandy    | Stephen Kiprotich (1/2)             |
| 2013 | Dennis Kimetto (1/3)   | Lelisa Desisa (1/4)               | Tsegaye Kebede (3/3)    | —      | Wilson Kipsang (2/5)              | Dennis Kimetto (2/3)              | Geoffrey Mutai (4/4)              | Stephen Kiprotich (2/2)             |
| 2014 | Dickson Chumba (1/3)   | Meb Keflezighi (2/2)              | Wilson Kipsang (3/5)    | —      | Dennis Kimetto (3/3)              | Eliud Kipchoge (1/13)             | Wilson Kipsang (4/5)              | —                                   |
| 2015 | Endeshaw Negesse       | Lelisa Desisa (2/4)               | Eliud Kipchoge (2/13)   | —      | Eliud Kipchoge (3/13)             | Dickson Chumba (2/3)              | Stanley Biwott                    | Ghirmay Ghebreslassie               |
| 2016 | Feyisa Lilesa          | Lemi Berhanu Hayle                | Eliud Kipchoge (4/13)   | —      | Kenenisa Bekele (1/2)             | Abel Kirui                        | Ghirmay Ghebreslassie             | Eliud Kipchoge (5/13)               |
| 2017 | Wilson Kipsang (5/5)   | Geoffrey Kirui (1/2)              | Daniel Wanjiru          | —      | Eliud Kipchoge (6/13)             | Galen Rupp                        | Geoffrey Kamworor (1/2)           | Geoffrey Kirui (2/2)                |
| 2018 | Dickson Chumba (3/3)   | Yuki Kawauchi                     | Eliud Kipchoge (7/13)   | —      | Eliud Kipchoge (8/13)             | Mo Farah                          | Lelisa Desisa (3/4)               | —                                   |
| 2019 | Birhanu Legese (1/2)   | Lawrence Cherono (1/2)            | Eliud Kipchoge (9/13)   | —      | Kenenisa Bekele (2/2)             | Lawrence Cherono (2/2)            | Geoffrey Kamworor (2/2)           | Lelisa Desisa (4/4)                 |
| 2020 | Birhanu Legese (2/2)   | Cancelado por (pandemia COVID-19) | Shura Kitata            | —      | Cancelado por (pandemia COVID-19) | Cancelado por (pandemia COVID-19) | Cancelado por (pandemia COVID-19) | —                                   |
| 2021 | —                      | Benson Kipruto (1/2)              | Sisay Lemma             | —      | Guye Adola                        | Seifu Tura                        | Albert Korir                      | Eliud Kipchoge (Sapporo) OG (10/13) |
| 2022 | Eliud Kipchoge (11/13) | Evans Chebet (1/3)                | Amos Kipruto            | —      | Eliud Kipchoge (12/13)            | Benson Kipruto (2/2)              | Evans Chebet (2/3)                | Tamirat Tola (Eugene) WCh (1/3)     |
| 2023 | Deso Gelmisa           | Evans Chebet (3/3)                | Kelvin Kiptum (1/2)     | —      | Eliud Kipchoge (13/13)            | Kelvin Kiptum (2/2)               | Tamirat Tola (2/3)                | Victor Kiplangat (Budapest) WCh     |
| 2024 | Benson Kipruto (3/3)   | Sisay Lemma (2/2)                 | Alexander Mutiso Munyao | —      | Milkesa Mengesha                  | John Korir                        | Abdi Nageeye                      | Tamirat Tola (Paris) OG (3/3)       |
| 2025 |                        |                                   |                         |        |                                   |                                   |                                   |                                     |
| Año  | Tokio                  | Boston                            | Londres                 | Sídney | Berlín                            | Chicago                           | Nueva York                        | CM JJ. OO.                          |

### Mujeres
| Año  | Tokio                  | Boston                            | Londres                   | Sídney | Berlín                            | Chicago                           | Nueva York                        | CM JJ. OO.                            |
| ---- | ---------------------- | --------------------------------- | ------------------------- | ------ | --------------------------------- | --------------------------------- | --------------------------------- | ------------------------------------- |
| 2006 | —                      | Rita Jeptoo (1/3)                 | Deena Kastor              | —      | Gete Wami (1/2)                   | Berhane Adere (1/2)               | Jelena Prokopcuka                 | —                                     |
| 2007 | —                      | Lidiya Grigoryeva (1/2)           | Zhou Chunxiu              | —      | Gete Wami (2/2)                   | Berhane Adere (2/2)               | Paula Radcliffe (1/2)             | Catherine Ndereba                     |
| 2008 | —                      | Dire Tune                         | Irina Mikitenko (1/4)     | —      | Irina Mikitenko (2/4)             | Lidiya Grigoryeva (2/2)           | Paula Radcliffe (2/2)             | Constantina Tomescu                   |
| 2009 | —                      | Salina Kosgei                     | Irina Mikitenko (3/4)     | —      | Atsede Habtamu                    | Irina Mikitenko (4/4)             | Derartu Tulu                      | Bai Xue                               |
| 2010 | —                      | Teyba Erkesso                     | Aselefech Mergia          | —      | Aberu Kebede (1/4)                | Atsede Baysa (1/3)                | Edna Kiplagat (1/5)               | —                                     |
| 2011 | —                      | Caroline Kilel                    | Mary Keitany (1/7)        | —      | Florence Kiplagat (1/4)           | Ejegayehu Dibaba                  | Firehiwot Dado                    | Edna Kiplagat (2/5)                   |
| 2012 | —                      | Sharon Cherop                     | Mary Keitany (2/7)        | —      | Aberu Kebede (2/4)                | Atsede Baysa (2/3)                | Cancelada por el Huracán Sandy    | Tiki Gelana                           |
| 2013 | Aberu Kebede (3/4)     | Rita Jeptoo (2/3)                 | Priscah Jeptoo (1/2)      | —      | Florence Kiplagat (2/4)           | Rita Jeptoo (3/3)                 | Priscah Jeptoo (2/2)              | Edna Kiplagat (3/5)                   |
| 2014 | Tirfi Tsegaye (1/2)    | Bizunesh Deba                     | Edna Kiplagat (4/5)       | —      | Tirfi Tsegaye (2/2)               | Mare Dibaba (1/2)                 | Mary Keitany (3/7)                | —                                     |
| 2015 | Birhane Dibaba (1/2)   | Caroline Rotich                   | Tigist Tufa               | —      | Gladys Cherono (1/3)              | Florence Kiplagat (3/4)           | Mary Keitany (4/7)                | Mare Dibaba (2/2)                     |
| 2016 | Helah Kiprop           | Atsede Baysa (3/3)                | Jemima Sumgong            | —      | Aberu Kebede (4/4)                | Florence Kiplagat (4/4)           | Mary Keitany (5/7)                | Jemima Sumgong                        |
| 2017 | Sarah Chepchirchir     | Edna Kiplagat (5/5)               | Mary Keitany (6/7)        | —      | Gladys Cherono (2/2)              | Tirunesh Dibaba                   | Shalane Flanagan                  | Rose Chelimo                          |
| 2018 | Birhane Dibaba (2/2)   | Desiree Linden                    | Vivian Cheruiyot          | —      | Gladys Cherono (3/3)              | Brigid Kosgei (1/3)               | Mary Keitany (7/7)                | —                                     |
| 2019 | Ruti Aga               | Worknesh Degefa                   | Brigid Kosgei (2/3)       | —      | Ashete Bekere                     | Brigid Kosgei (3/3)               | Jocelyn Jepkosgei                 | Ruth Chepngetich                      |
| 2020 | Lonah Chemtai Salpeter | Cancelado por (pandemia COVID-19) | Brigid Kosgei (4/5)       | —      | Cancelado por (pandemia COVID-19) | Cancelado por (pandemia COVID-19) | Cancelado por (pandemia COVID-19) | —                                     |
| 2021 | —                      | Diana Kipyogei                    | Joyciline Jepkosgei (2/2) | —      | Gotytom Gebreslase (1/2)          | Ruth Chepngetich (2/3)            | Peres Jepchirchir (2/3)           | Peres Jepchirchir (Sapporo) OG (1/3)  |
| 2022 | Brigid Kosgei (5/5)    | Peres Jepchirchir (3/3)           | Yalemzerf Yehualaw        | —      | Tigst Assefa (1/2)                | Ruth Chepngetich (3/3)            | Sharon Lokedi                     | Gotytom Gebreslase (Eugene) WCh (2/2) |
| 2023 | Rosemary Wanjiru       | Hellen Obiri (1/3)                | Sifan Hassan (1/3)        | —      | Tigst Assefa (2/2)                | Sifan Hassan (2/3)                | Hellen Obiri (2/3)                | Amane Beriso (Budapest) WCh           |
| 2024 | Sutume Kebede          | Hellen Obiri (3/3)                | Peres Jepchirchir (4/4)   | —      | Tigist Ketema                     | Ruth Chepng'etich (4/4)           | Sheila Chepkirui                  | Sifan Hassan (Paris) OG (3/3)         |
| 2025 |                        |                                   |                           |        |                                   |                                   |                                   |                                       |
| Año  | Tokio                  | Boston                            | Londres                   | Sídney | Berlín                            | Chicago                           | Nueva York                        | CM JJ. OO.                            |

### Máximos ganadores
Los atletas que han obtenido cuatro o más victorias en sus participaciones en las Grandes Maratones son:
| Nombre             | Años con victorias | Tok. | Bos. | Lon. | Ber. | Ch. | N.Y. | CM /JJ. OO. | Total |
| ------------------ | ------------------ | ---- | ---- | ---- | ---- | --- | ---- | ----------- | ----- |
| Eliud Kipchoge     | 2014-2023          | 1    | -    | 4    | 5    | 1   | -    | 2           | 13    |
| Robert Cheruiyot   | 2006-2010          | -    | 4    | -    | -    | 1   | -    | -           | 5     |
| Wilson Kipsang     | 2012-2017          | 1    | -    | 2    | 1    | -   | 1    | -           | 5     |
| Haile Gebrselassie | 2006-2009          | 0    | 0    | 0    | 4    | 0   | 0    | 0           | 4     |
| Samuel Wanjiru     | 2008-2010          | -    | -    | 1    | -    | 2   | -    | 1           | 4     |
| Geoffrey Mutai     | 2011-2013          | -    | 1    | -    | 1    | -   | 2    | -           | 4     |
| Lelisa Desisa      | 2013-2019          | -    | 2    | -    | -    | -   | 1    | 1           | 4     |

### Máximas ganadoras
Las atletas que han obtenido cuatro o más victorias en sus participaciones en las Grandes Maratones son:
| Nombre            | Años con victorias | Tok. | Bos. | Lon. | Ber. | Ch. | N.Y. | CM /JJ. OO. | Total |
| ----------------- | ------------------ | ---- | ---- | ---- | ---- | --- | ---- | ----------- | ----- |
| Mary Keitany      | 2011-2018          | -    | -    | 3    | -    | -   | 4    | -           | 7     |
| Edna Kiplagat     | 2010-2021          | -    | 2    | 1    | -    | -   | 1    | 2           | 6     |
| Brigid Kosgei     | 2018-2022          | 1    | -    | 2    | -    | 2   | -    | -           | 5     |
| Irina Mikitenko   | 2008-2009          | -    | -    | 2    | 1    | 1   | -    | -           | 4     |
| Florence Kiplagat | 2011-2016          | -    | -    | -    | 2    | 2   | -    | -           | 4     |
| Peres Jepchirchir |                    |      |      |      |      |     |      |             | 4     |
| Ruth Chepng'etich |                    |      |      |      |      |     |      |             | 4     |

### Puntuación por temporada
Se ha establecido un ranking para los puntos que se consiguen en cada una de estas competiciones. Los puntos se atribuyen únicamente a los atletas que han terminado entre los 5 primeros de una carrera. El vencedor recibe 25 puntos, el segundo 15, el tercero 10, el cuarto 5 y el quinto 1 punto.
| WMM     | WMM  | WMM         | WMM                | Masculino                 | Masculino | Masculino | Femenino            | Femenino | Femenino |
| Temp.   | #    | Inicio      | Final              | Campeón                   | País      | Puntos    | Campeona            | País     | Puntos   |
| ------- | ---- | ----------- | ------------------ | ------------------------- | --------- | --------- | ------------------- | -------- | -------- |
| 2006–07 | I    | 2006 Boston | 2007 New York City | Robert Kipkoech Cheruiyot | Kenia     | 80 pts    | Gete Wami           | Etiopía  | 80 pts   |
| 2007–08 | II   | 2007 Boston | 2008 New York City | Martin Lel                | Kenia     | 76 pts    | Irina Mikitenko     | Alemania | 65 pts   |
| 2008–09 | III  | 2008 Boston | 2009 New York City | Samuel Wanjiru            | Kenia     | 80 pts    | Irina Mikitenko (2) | Alemania | 90 pts   |
| 2009–10 | IV   | 2009 Boston | 2010 New York City | Samuel Wanjiru (2)        | Kenia     | 75 pts    | Irina Mikitenko (3) | Alemania | 55 pts   |
| 2010–11 | V    | 2010 Boston | 2011 New York City | Emmanuel Mutai            | Kenia     | 70 pts    | Edna Kiplagat       | Kenia    | 60 pts   |
| 2011–12 | VI   | 2011 Boston | 2012 Chicago       | Geoffrey Mutai            | Kenia     | 75 pts    | Mary Keitany        | Kenia    | 65 pts   |
| 2012–13 | VII  | 2012 Boston | 2013 New York City | Tsegaye Kebede            | Etiopía   | 75 pts    | Priscah Jeptoo      | Kenia    | 75 pts   |
| 2013–14 | VIII | 2013 Tokio  | 2014 New York City | Wilson Kipsang            | Kenia     | 76 pts    | Edna Kiplagat (2)   | Kenia    | 65 pts   |
| 2015–16 | IX   | 2015 Tokio  | 2016 Tokio         | Eliud Kipchoge            | Kenia     | 50 pts    | Mary Keitany (2)    | Kenia    | 41 pts   |
| 2016–17 | X    | 2016 Boston | 2017 Boston        | Eliud Kipchoge (2)        | Kenia     | 50 pts    | Edna Kiplagat (3)   | Kenia    | 41 pts   |
| 2017–18 | XI   | 2017 London | 2018 London        | Eliud Kipchoge (3)        | Kenia     | 50 pts    | Mary Keitany (3)    | Kenia    | 41 pts   |
| 2018–19 | XII  | 2018 Berlín | 2019 Berlín        | Eliud Kipchoge (4)        | Kenia     | 50 pts    | Brigid Kosgei       | Kenia    | 50 pts   |

## Corredores en silla de ruedas

### Hombres
| Año  | Tokio             | Boston           | Londres          | Berlín        | Chicago          | Nueva York       |
| ---- | ----------------- | ---------------- | ---------------- | ------------- | ---------------- | ---------------- |
| 2016 | —                 | Marcel Hug       | Marcel Hug       | Marcel Hug    | Marcel Hug       | Marcel Hug       |
| 2017 | Sho Watanabe      | Marcel Hug       | David Weir       | Marcel Hug    | Marcel Hug       | Marcel Hug       |
| 2018 | Hiroyuki Yamamoto | Marcel Hug       | David Weir       | Brent Lakatos | Daniel Romanchuk | Daniel Romanchuk |
| 2019 | Marcel Hug        | Daniel Romanchuk | Daniel Romanchuk | Marcel Hug    | Daniel Romanchuk | Daniel Romanchuk |

### Mujeres
| Año  | Tokio          | Boston           | Londres            | Berlín        | Chicago          | Nueva York       |
| ---- | -------------- | ---------------- | ------------------ | ------------- | ---------------- | ---------------- |
| 2016 | —              | Tatyana McFadden | Tatyana McFadden   | Manuela Schär | Tatyana McFadden | Tatyana McFadden |
| 2017 | Amanda McGrory | Manuela Schär    | Manuela Schär      | Manuela Schär | Tatyana McFadden | Manuela Schär    |
| 2018 | Manuela Schär  | Tatyana McFadden | Madison de Rozario | Manuela Schär | Manuela Schär    | Manuela Schär    |
| 2019 | Manuela Schär  | Manuela Schär    | Manuela Schär      | Manuela Schär | Manuela Schär    | Manuela Schär    |

### Máximos ganadores
Los atletas en silla de ruedas —hombres y mujeres— que han obtenido seis o más victorias en sus participaciones en las Grandes Maratones son:
| Nombre           | Años con victorias | Tokio | Boston | Londres | Berlín | Chicago | Nueva York | Total |
| ---------------- | ------------------ | ----- | ------ | ------- | ------ | ------- | ---------- | ----- |
| Manuela Schär    | 2016-2019          | 2     | 2      | 2       | 4      | 2       | 3          | 15    |
| Marcel Hug       | 2016-2019          | 1     | 3      | 1       | 3      | 2       | 2          | 12    |
| Tatyana McFadden | 2016-2018          | 0     | 2      | 1       | 0      | 2       | 1          | 6     |
| Daniel Romanchuk | 2018-2019          | 0     | 1      | 1       | 0      | 2       | 2          | 6     |